# Lunada
A Lunada (a spanyol luna, ’hold’ szóból; fordítása kb. ’Holdünnep’ ) Thalía 2008 nyarán megjelent spanyol nyelvű, tizenkettedik stúdióalbuma. Producere az ismert kubai származású zeneszerző, Emilio Estefan, akivel az énekesnőnek ez volt a negyedik közös munkája az áttörő sikereket hozó En éxtasis, Amor a la mexicana és Arrasando című lemezei után. Az album stílusát tekintve a megszokott latin pop, amelyen belül most a reggae, a cumbia és a balladák kaptak főszerepet. Thalía a produkciót röviden így foglalta össze: „Ez egy ’feeling’-gel teli nyári lemez. Egy őszinte album… az eddigi legjobb közös munkánk [Estefannal].” 
Az album bemutatkozó kislemeze a Ten paciencia, amelyen kívül még öt vadonatúj dal, valamint öt nyári latin szám feldolgozása hallható rajta, köztük az Európában jól ismert 1980-as évekbeli olasz sláger, a Ricchi e Poveri együttes Sarà perché ti amo című dalának spanyol nyelvű változata Thalía előadásában. Külön említést érdemel még a lemezről a Bendita („Áldott”) című dal, amelyet az énekesnő a kislányának írt. Az albumról egyetlen dalhoz készült videóklip, ez a Ten paciencia.

## Az album története

### Az ötlet születése, inspirációk
Ezen album elkészítésének ötlete Thalía kislányával való terhessége alatt érett meg. A művésznő már alig várta, hogy ismét bikiniben lehessen a tengerparton, áldott állapotban ugyanis nem tehetett meg minden kedvére valót, mint például a napozás. „Amikor elkezdtem előkészíteni ezt a lemezt a terhességem közepén, egyetlenegy gondolatom volt: a nyár. A kívánságom a tengerpartra való visszatérés és a nyári hőség élvezete volt. Lobogó tűz, barátok társaságában, zenét hallgatva a hold fénye alatt; egy igazi holdünnep.”  A feldolgozott dalok, többek között a Será porque te amo kiválasztásában, illetve az újak megkomponálásában Thalíát főként az 1980-as évekbeli emlékei ihlették, amikor tizenéves volt.
Az énekesnő a nagylemez hivatalos bemutatója alkalmából 2008. június 17-én sajtótájékoztatót tartott New Yorkban, ahol a következőket mondta az albumról:
Ez a lemez kétségtelenül az életem egyik legfontosabb pillanatában érkezik: a megújulás, a vidámság, az erő pillanatában; elégedett vagyok mindennel, ami történik körülöttem. Így ez az album ünneplés, kikapcsolódás, a címe éppen ezért Lunada. […] Thalía egy merész nő, egy olyan nő, aki szeret kockáztatni, még ha valami nem is az én területem, belemegyek, majd levonom a tapasztalatokat, s a tapasztalat előny. […] Amikor már nyolc hónapos terhes voltam a kislányommal, egyszer csak a rögeszmémmé kezdett válni a tengerpart, a bikini, a napozás, hogy magamra aggassak egy gyöngysort, és ilyenkor az ember nem teheti… Ekkor eszembe jutottak a legjobb nyaraim és a legjobb tengerparti üdüléseim élményei, s azt mondtam: wow, megannyi csodálatos dal van, miért nem vesszük fel őket? […] Azt szeretném, hogy amikor az emberek kézbe veszik a lemezt, azt a szenzációt keltse bennük, hogy érzik a napkrém illatát, a homokot a fogaik között, hogy majdhogynem érzik a bőrüket, amely éppen lesült a napon… Egy olyan világban, ahol mindenki a számítógépes programok és a gépi hangzások mellett fogad, mi a valóságos, az organikus hangzások mellett fogadunk, élő zenészekkel… Ez esetben én, amit szerettem volna csinálni, valami totál trópusi volt, naplementekor, pálmákkal, valami hawaii, polinéz, valami, ami a mi latin tengerpartjainkhoz kötődik.

### Borító és belső grafika
A borítókép Thalía arcával napszemüvegben, amelyben egy trópusi sziget képe tükröződik, hitelesen visszaadja az album hangulatát és az énekesnő elképzelését. A sajtó és a rajongók részéről azonban éles vitákat váltott ki, hogy a kép rendkívül hasonló az ausztrál Cut Copy popegyüttes 2004-es kiadású Bright Like Neon Love című lemezének borítóképéhez. Thalía nem tagadta, hogy a borító elkészítéséhez egy másik albumborító adta neki az ötletet, és hogy azt csupán „magára formálta”. A kialakult vitát és kritikákat művésznő a következőképpen hárította el az Ocean Drive en Español című magazin fotózásán készített interjúban: „S miért csinálnak annyi vitát a semmiből? Én úgy hiszem, hogy mindenki megihlet mindenkit, és minden ihletett valami által… Még Madonna is sok éven át Marilyn Monroe-tól merített ötleteket.” 
Thalía a hivatalos weboldalán 2008. június 3-án közzétett naplójában részletesebben is ismertette a borító jelentését: „Amikor a grafikus csapat bemutatta nekem a különböző elképzeléseket, rendkívül ötletesnek találtam közülük egy képet. Bele akartam vinni a trópusi ízt, a színeket és a stílust, amely tükrözi azt az ötletemet, hogy mi is egy ’Lunada’, s ezt ábrázolja a lemezemen lévő alkotás. Biztos vagyok benne, hogy ez a borító is ihletni fog másokat a jövőben, mint referenciamunka.”
A borító (az amerikai kiadásnál széthajtható, poszterszerű; az európainál füzet) belső grafikája úgy van elkészítve, mintha kézzel írott jegyzeteket tartalmazna. A képek mellett az alábbi – többnyire a dalokból való – idézetek szerepelnek rajta:

Sólo se vive una vez, sólo se es joven una vez. Ama y goza cada instante y cada cosa! T.Q.
„Csak egyszer él az ember, csak egyszer fiatal az ember. Szeress és élvezz minden pillanatot s minden dolgot! Szeretlek.”
Bajo el ardiente sol de las pasiones, yo vestiré tu cuerpo con caricias… y orquídeas.
„A szenvedélyek tűző napja alatt, én simogatással fogom öltöztetni a tested… és orchideákkal.”
Adondequiera que vaya, te llevo conmigo. Te quiero siempre!
„Akárhova is megyek, magammal viszlek. Szeretlek mindig!”
Te pienso, te espío.
„Gondolok rád, kifürkészlek.”
Ámame fuerte! y con alegría, iremos al frente de un nuevo día. Hoy y siempre… Lady T
„Szeress erősen! s vidámságban, szembenézünk egy új nappal. Ma és mindörökké… Lady T”
Con mucho cariño para todos. Disfruten de Lunada.
„Sok szeretettel mindenkinek. Jó szórakozást nektek a Lunadához.”

### Az album elkészítése
A lemez elkészítése 2007 vége felé kezdődött, miután októberben megszületett az énekesnő kislánya, Sabrina Sakaë. Thalía elmondta, hogy az albumot nagyon könnyű volt elkészíteni és felvenni, az egész produkció kellemesen és könnyedén, aggodalmak nélkül zajlott, elkészítése közben nagyon szabadnak érezte magát. A felvételek Miamiban készültek. A dalokat Thalía rekordidő alatt énekelte fel, mindössze három napot vett igénybe. Az El Universal mexikói lap értesülése szerint Tommy Mottola meghatározta Emilio Estefannak, hogy feleségének csak ennyi ideje van Miamiba utazni az album felvételére, hogy ne maradjon sokáig távol a kislányától, aki lélekben természetesen végigkísérte őt a lemez felvétele során: „A kislányom a lemez része, ez a lemez érte van. A terhesség nagyszerű dolog, és anyának lenni teljesen kicseréli a lelked és megváltoztatja az életed. Újra felfedezni vélem a világot, a hangokat, a színeket. Úgy érzem, újjászületettem, mintha minden új lenne. Életem legjobb pillanatában érzem magam. Ezért is írtam egy dalt a lányomnak. A Bendita az, és mindent, amit érzek e kis lény iránt, aki megérkezett az életembe, elmondok benne.” Thalíáról mindig is az a hír járta, hogy maximalista, így ez az album sem maradhatott el a tőle elvárt színvonaltól: „Igen, maximalista vagyok, túlzottan is! Nem hiszem, hogy ez elmúlik, és valóban, ebbe a lemezbe is 100%-ban beleadtam magam. Szeretek ura lenni annak, amit csinálok; minőségi munkát végezni.”

## Fogadtatása
A Lunada, bár Thalía nagy visszatérését várták tőle három év kihagyás után a zenében, nem hozta meg a remélt sikert, még Mexikóban sem; az album az előzőekhez képest a legrosszabb helyeken végzett az eladási listákon az utolsó tíz évet figyelembe véve: a Billboard Latin Pop Albums listán a 4., a Top Latin Albums listán a 10. helyen debütált, de csak egy hétig tudta megtartani ezeket a pozíciókat. Az első kislemez is mindössze a 39. helyig jutott a Billboard Top Latin Songs slágerlistán, és a latin pop rádiós listán is csak a 24. helyezésig tudott felkúszni. A rajongók részéről sok kritika érte az albumot, amiért a daloknak csaknem a fele feldolgozás; az énekesnő ugyanakkor nem tulajdonított ennek különösebb jelentőséget. Kereskedelmi bukása ellenére a Lunadát a spanyol nyelvű ¡Hola! magazin által szervezett internetes közvélemény-kutatáson, 8750 szavazattal, 2008 legjobb albumává választották.

### Helyezések
| Lista megnevezése                | Csúcs |
| -------------------------------- | ----- |
| USA Billboard – Latin Pop Albums | 4     |
| USA Billboard – Top Latin Albums | 10    |
| Mexikó – hivatalos Top 100       | 8     |

## Szakmai kritika
Az AllMusic értékelése: 
Thalía ismét összeállt a kiváló producerrel, Emilio Estefannal, hogy elkészítse Lunada című, forró tengerparti hangulatot idéző albumát, amely egy évvel azután jelent meg, hogy az énekesnő kis időre visszavonult életet adni első gyermekének. Thalía az 1990-es évek közepétől a 2000-es évek elejéig dolgozott Estefannal, s gyümölcsöző együttműködésük Thalía eddigi legjobb albumait eredményezte.
Bár a Lunada sajnos nem jelenti a nagy visszatérést az Amor a la mexicana (1997) fémjelezte sikerekhez, szórakoztató album néhány nagyszerű dallal, amely főként stílusa miatt értékelendő. Mindössze egyetlen, az album közepe felé található Desolvidándote című ballada kivételével minden dal gyors tempójú; erőteljes dobok, trópusi ritmusvilág és energikus előadásmód jellemzi őket, s az énekesnő is boldognak hangzik, hogy visszatérhetett a stúdióba három év kihagyás után. Az első kislemez, a Ten paciencia remek hangulattal nyitja az albumot, ritmusát szinte a táncparkettekhez szabták. A következő két dal, a Sangre caliente és a Será porque te amo is a produkció fénypontjai közé tartoznak, azonban az album további részei már nem annyira lenyűgözőek. A többi dal közül leginkább figyelemre méltó a Bendita című reggae, melynek anyai érzelmekkel teli szövegét maga Thalía írta; az Insensible, amely Juan Gabriel szerzeménye, valamint az Aventurero című könnyed reggaetón. Ez utóbbi dalok közül némelyik működik, némelyik nem, de stílusukra nézve mindegyik szórakoztató.
A Lunadát az elején hallható pár szám, és az album rövidsége – alig 40 perc – teszik élvezhetővé. Ugyanakkor Thalía régi rajongói, akik arra számítanak, hogy a Lunada vetekedhet az énekesnő 90-es évek végén készített nagy sikerű albumaival, minden bizonnyal csalódni fognak. Leginkább Thalía és Estefan legutóbbi közös albumához – Thalía (2002) – vagy a 2005-ös, Estéfano dalszerző-producerrel készített El sexto sentido című lemezéhez hasonlítható. Csakúgy, mint a Lunadán, az utóbbi két albumon is jól érezhető a produceri közreműködés; pár kiemelkedő dal szerepel rajtuk több vegyes színvonalú mellett.

## Az album dalai
| #   | Cím                  | Magyarul                | Szerző(k)                                                     | Hossz |
| --- | -------------------- | ----------------------- | ------------------------------------------------------------- | ----- |
| 1.  | Ten paciencia        | „Legyen türelmed”       | Descemer Bueno, Magilee Álvarez, Cynthia Salazar              | 3:30  |
| 2.  | Sangre caliente      | „Forró vér”             | Marcelo Delgado, Dario Ungaro                                 | 4:15  |
| 3.  | Será porque te amo   | „Azért, mert szeretlek” | Dario Farina, Daniele Pace, Luis Gómez Escolar, Enzo Ghinazzi | 2:41  |
| 4.  | Con este amor        | „Ezzel a szerelemmel”   | Ximena Muñoz, Max Di Carlo                                    | 2:57  |
| 5.  | Bendita              | „Áldott”                | Thalía                                                        | 3:25  |
| 6.  | Desolvidándote       | „Felelevenítve téged”   | Thalía, Jodi Marr, Dave Thomson                               | 4:11  |
| 7.  | Isla para dos        | „Sziget kettőnknek”     | Nano Cabrera                                                  | 4:25  |
| 8.  | Insensible           | „Érzéketlen”            | Juan Gabriel                                                  | 2:57  |
| 9.  | Aventurero           | „Kalandor”              | Claudia Brant, Jean-Yves Ducomet                              | 3:15  |
| 10. | Yo no sé vivir       | „Nem tudok élni én”     | Descemer Bueno, Magilee Álvarez, Cynthia Salazar              | 4:05  |
| 11. | Sólo se vive una vez | „Csak egyszer élünk”    | Thalía, Drop Dead Beats                                       | 3:10  |

### A dalok rövid jellemzése
Az album vérpezsdítő nyitó slágere, a Ten paciencia stílusára nézve techno-cumbia, amelyben a Kumbia Kings utódzenekara, a Cumbia All Starz egyik frontembere, Noé Nieto vendégszerepel (ének és harmonika). A dal szövege meglehetősen erotikus töltetű, a videóklipje hawaii hangulatot idéz.
A második dal, a Sangre caliente című latin reggae és cumbia ötvözete, amelyet eredetileg az argentin Zimbabwe együttes énekelt az 1996-os Cuestión de Honor című albumán, szintén esélyes volt az első kislemezre, azonban a rajongók szavazatai alapján a Ten paciencia került ki. Ahogyan a címe is mutatja – „Forró vér” – a dal szintén forró hangulatú, jellemzőek a dobok és az ütőhangszerek, az elektromos gitár, valamint a rézfúvósok (trombita, szaxofon), amelyek igazi természetes hangzású latin számmá teszik. Ehhez társul Thalía „dögös” előadásmódja is, aki szerint ha a teljes album stílusát kellene egyetlen dalban összefoglalni, akkor ez a dal a Sangre caliente lenne.
A Será porque te amo című harmadik dal és egyben az album második (rádiós) kislemeze, az Európában jól ismert 1980-as évekbeli olasz romantikus Ricchi e Poveri-sláger, a Sarà perché ti amo spanyol nyelvű feldolgozása. A megszövegezés sem új – ugyanezzel a szöveggel már a Ricchi e Poveri is énekelte spanyolul a dalt – és a fordítás nem is teljesen egyezik az eredeti olasz szöveggel, azonban ez a dal mondanivalóján lényegében nem változtat. A hangszerelés hasonló az eredetihez, némiképp modernebb popzenei alappal.
A negyedik dal, a Con este amor egy alig ismert, Ximena Muñoz nevezetű latin dalszövegíró-énekesnő szerzeménye. Gyors, kellemes, pop-rock stílusú szerelmes dal.
A Bendita című reggae, az ötödik dal a lemez egyik fénypontja. A zene és a szöveg maga az énekesnő szerzeménye, amelyet a 2007. októberben született Sabrina kislányához írt, és a gyermek nevetése is hallható rajta. Szórakoztató, fülbemászó dallam, jórészt elektronikus hangszereléssel és dobokkal.
Az albumról természetesen most sem maradhatott le legalább egy lassú szám; ilyen a hatodik dal, a Desolvidándote című rock-ballada, amely szintén Thalía saját szerzeménye. Szövege mély érzelmekkel és szenvedéllyel teli, akárcsak az előadásmódja. Maga a dal címe is a „költői szabadság” szülöttje, ugyanis a spanyolban ilyen szó hivatalosan nem létezik: a címet az énekesnő kreálta a des- fosztóképző és az olvidar ’elfelejt’ igéből (vagyis szó szerinti értelemben ’visszafelejtve téged’).
A hetedik dal, az Isla para dos szintén egy forró hangulatú latin reggae, amely Nano Cabrera szerzeménye. Már többen feldolgozták kevésbé ismert latin előadók. A hangszerelésre jellemző a gitár, a trombita, a marimba, igazi trópusi szigeti hangzás, amint a címe is tükrözi („Egy sziget két embernek”).
Az Insensible megint csak cumbia, a nyolcadik dal az albumon; a Mexikóban eléggé ismert énekes-szerző, Juan Gabriel dalának feldolgozása. Jellemző hangszerek a harmonika és a marimba.
A kilencedik dal, az Aventurero egy viszonylag új latin műfajt képvisel, ez pedig a Puerto Ricó-i eredetű reggaetón. Szintén feldolgozásról van szó, az eredeti változat egy Gisselle nevű, New York-i születésű Puerto Ricó-i énekesnőtől származik. A dal modernebb hangszerelést kapott, valamint egy nem túl ismert, a „Nubawn” művésznevet viselő rapper vendégszereplésével egészül ki.
Az utolsó előtti dal, a Yo no sé vivir mérsékeltebb ütemű, stílusa cumbia és pop ötvözete, romantikus szöveggel, ugyanazoktól a szerzőktől, akik a Ten pacienciát is írták.
Az album záródala ismét az énekesnő saját szerzeménye. Vidám popdal rapes részekkel, amely arról szól, hogy az életet ki kell használni. A cím magárt beszél: a Sólo se vive una vez annyit tesz, „Csak egyszer él az ember”.

## A produkció

### Zenészek és közreműködők
| - Thalía – vezető producer, ének, szerző - Emilio Estefan – producer - Noé Nieto – harmonika, vokál - Ricardo E. Martínez – basszus, zenei rendező, keverőmérnök - Andrés Castro – gitár - Dan Warner – gitár - Marco Linares – gitár - Ed Calle – szaxofon - Hernán Mulet – trombiták - Edwin Bonilla – ütőhangszerek - Jackie Arredondo – vokál - Magilee Álvarez – vokál - Ricardo Gaitán – vokál, kiegészítő mérnök - Vicky Echeverri – vokál | - Joselito – rapper - Nubawn – rapper - Luigi Giraldo – zenei rendező, felvételmérnök - Drop Dead Beats – zenei rendező - Danny Ponce – hangmérnök, keverőmérnök, felvételmérnök - Pablo Arraya – hangmérnök, felvételmérnök - Bob Ludwig – maszteringmérnök - Daniel Imaña – segédmérnök, felvételi asszisztens - Vinnie Rocco Giallonardo – segédmérnök, felvételi asszisztens - Sarita Torres – segédmérnök - Steve Smodish – segédmérnök - José Maldonado – produkció-koordinátor - Heather Beltrán – produkció-asszisztens - Kurt Berge – műszaki asszisztens |

### Stúdiók
- Felvételek: Fugdat Studios, Bicoastal Music (Ossining, NY)
- Mixelés: Crescent Moon Studios, Chaff Chicks Island Studios